# André Damseaux
André Damseaux (ur. 5 marca 1937 w Verviers, zm. 29 marca 2007 w Jalhay) – belgijski i waloński polityk oraz samorządowiec, parlamentarzysta krajowy i eurodeputowany, minister w rządzie federalnym, w 1982 premier Walonii.

## Życiorys
Absolwent nauk o dyplomacji i nauk politycznych na Uniwersytecie w Liège (1964). Pracował jako dziennikarz oraz w rodzinnym przedsiębiorstwie tekstylnym. Zaangażował się w działalność polityczną w ramach partii liberalnej, po podziale ugrupowania PVV-PLP działał w walońskiej Partii Reformatorsko-Liberalnej (w latach 1973–1979 pełnił funkcję jej przewodniczącego). Wieloletni samorządowiec, był radnym Verviers (1965–1999), burmistrzem tej miejscowości (1989–1994) oraz radnym Jalhay (2000–2007).
Między 1971 a 1995 sprawował mandat posła do Izby Reprezentantów. W latach 1979–1984 był posłem do Parlamentu Europejskiego I kadencji, w którym pełnił funkcję wiceprzewodniczącego Grupy Liberalnej i Demokratycznej. Zasiadał w radzie regionalnej Walonii (1980–1995) i w parlamencie regionalnym (1999–2004). Od 1981 do 1985 członek walońskiego rządu regionalnego, w 1982 zajmował stanowisko premiera Walonii. W latach 1985–1987 był ministrem edukacji w szóstym rządzie Wilfrieda Martensa.